# 北地郡
北地郡（ほくち-ぐん）は、中国にかつて存在した郡。秦代から唐代にかけて、現在の甘粛省東部と寧夏回族自治区および陝西省北西部にまたがる地域に設置された。

## 概要
秦が義渠を滅ぼすと、北地郡が置かれた。
前漢のとき、北地郡は馬領・直路・霊武・富平・霊州・朐衍・方渠・除道・五街・鶉觚・帰徳・回獲・略畔道・泥陽・郁郅・義渠道・弋居・大要・廉の19県を管轄した。
後漢のとき、北地郡は涼州に属し、富平・泥陽・弋居・廉・参䜌・霊州の6県を管轄した。
晋のとき、北地郡は雍州に属し、富平・泥陽の2県を管轄した。
北魏のとき、北地郡は雍州に属し、富平・泥陽・弋居・雲陽・銅官・土門・宜君の7県を管轄した。
隋の北地郡は、北魏の北地郡と境域が異なる。西魏が設置した寧州に端を発し、寧州は趙興郡と西北地郡を管轄した。606年（大業2年）、寧州は豳州に改称された。607年（大業3年）に州が廃止されて郡が置かれると、豳州は北地郡と改称された。定安・羅川・彭原・襄楽・新平・三水の6県を管轄した。
618年（武徳元年）、唐が郡制を廃すると、北地郡はまた寧州に改められ、北地郡の呼称は姿を消した。